# Оно Дењо (Бреша)
Оно Дењо је насеље у Италији у округу Бреша, региону Ломбардија.
Према процени из 2011. у насељу је живело 246 становника. Насеље се налази на надморској висини од 740 м.